# Gidófalva
Gidófalva (románul Ghidfalău) falu Romániában Kovászna megyében. Községközpont, Angyalos, Fotosmartonos és Étfalvazoltán tartozik hozzá.

## Fekvése
Sepsiszentgyörgytől 5 km-re északkeletre hosszan az Olt bal partján fekszik.

## Nevének eredete
Nevét Szent Gedeonról, temploma védőszentjéről kapta.

## Története
Területe ősidők óta lakott. Északi határában bronzkori település nyomaira bukkantak. Déli határában a tatárjáráskor elpusztult Bedeháza falu feküdt. A falut 1332-ben villa Guidonis alakban említik először. 1713-ban tűzvész pusztította.
1764-ben az I. székely huszárezred parancsnoki székhelye lett.
1850-ben ismét tűzvész pusztított. 1910-ben 925 magyar lakosa volt. A trianoni békeszerződésig Háromszék vármegye Sepsi járásához tartozott. 1992-ben 1113 lakosából 1106 magyar és 7 román volt.

## Látnivalók
- Református temploma az Olt bal parti teraszán emelkedő magaslaton épült 1236 körül a Boldogasszony tiszteletére. A tatárjárás után újjáépítették. A 16. század elején gótikus stílusban átépítették. 1658-ban a tatárok felégették, 1672-ben kijavították, 1802-ben földrengés rongálta meg, 1816-ban helyreállították, 1936-ban újból javították. 1940-ben és 1977-ben földrengési károkat szenvedett. Különálló háromemeletes kaputornya a 15. századi várfalba épült.
- Az 1848/49-es szabadságharc legfiatalabb tábornoka, Czetz János,  születésének 200-ik évfordulóján avatták fel mellszobrát szülőfalujában, a róla elnevezett iskola udvarán. Czetz János örmény-székely gyökerekkel rendelkező kiváló katonaember volt. A szabadságharc bukása után Argentinában folytatta hadi hivatását, eljutva oda, hogy ő alapította meg az Argentin Katonai Akadémiát, melynek öt éven át igazgatója volt, így emlékét Argentinában is őrzik. Szobrának alkotója Demeter István szobrász volt, aki 2019-ben mikóújfalusi andezittömbből faragta ki Csekefalván. A talapzat a szintén mikóújfalusi Incze Sándor faragómester munkája.[2]

## Híres emberek
- Itt született 1761-ben Jantsó Pál színész, a kolozsvári színház egyik alapító tagja.
- Itt született 1822-ben Czetz János 48-as honvéd tábornok, Argentínában halt meg, szobra a Buenos Aires-i katonai akadémia előtt áll.
- Itt született 1928-ban Pap Zoltán erdélyi magyar orvos, gyermekgyógyász, gasztroenterológus, orvosi szakíró, egyetemi tanár.
- Itt született 1942-ben Zimán Vitályos Magda iparművész, textilművész.
- Itt született 1947-ben Krajnik-Nagy Károly  tanár, szerkesztő, újságíró.
- Itt él és tevékenykedik az 1968-ban született G. Szabó Ferenc költő, író, közíró.
- Itt született dr. Fazakas Sándor szemprofesszor 1892-ben -  egyetemi m.-tanár, az orvostudományok kandidátusa, a Hajdú-Bihar megyei Tanács Kórháza nyug. szemészfőorvosa és megyei főszemész.[3]